# 켈리 갱
켈리 갱(True History of the Kelly Gang)은 오스트레일리아에서 제작된 저스틴 커젤 감독의 2019년 범죄, 액션, 드라마 영화이다. 조지 맥케이 등이 주연으로 출연하였고 리즈 와츠 등이 제작에 참여하였다.

## 출연

### 주연
- 조지 맥케이
- 러셀 크로우
- 니콜라스 홀트
- 에시 데이비스
- 토마신 맥켄지
- 찰리 허냄

### 조연
- 션 키넌
- 얼 케이브
- 올란도 슈워드

## 제작진
- 원작자: 피터 캐리
- 사운드슈퍼바이저: 스티브 싱글
- 미술: 카렌 머피
- 세트: 레베카 코엔
- 배역: 닉키 바렛
- 배역: 데스 해밀턴